# Elephantomyia (Elephantomyodes) tasmaniensis
Elephantomyia (Elephantomyodes) tasmaniensis is een tweevleugelige uit de familie steltmuggen (Limoniidae). De soort komt voor in het Australaziatisch gebied.